# Neinflační a bezúročná měna
Neinflační a bezúročná měna je alternativní – nikoli komplementární – návrh, jak strukturovat peněžní systém a organizovat směnu myšlenek, služeb a výrobků jiným způsobem. Propagátory jsou mimo jiné Margrit Kennedyová, Hermann Creuz, Franz Hoermann a další. Snaží se promyslet peněžnictví a smysl peněz tak, aby se neopakovaly 3 kritické slabiny současných peněz, jež způsobují opakující se hospodářské krize. Tvrdí, že bezúročný systém bude sloužit společnosti prospěšněji než měny založené na úrocích.

## Slabiny úročených peněz
1. Puzení k exponenciálnímu růstu, který je neudržitelný,
2. zákonitý, neboť matematicky i strukturálně daný přesun peněz od nemajetných vrstev ke skupinám, které již schraňují velké zásoby peněz a
3. nucení k soutěži na úkor spolupráce
4. monopol jedné měny a bank

Stát má sice monopol na tištění nových bankovek a mincí, jejich množství v oběhu je však minimální, tvoří jen zlomek "peněz", které vznikají v rámci tzv. bankovnictví minimální rezervy v komerčních bankách.
Podle kritiků není důvod, proč by se stát měl zároveň zadlužovat u soukromých bank a tytéž banky zachraňovat při potížích, když má právo pojmout peníze jako veřejnou službu. Více kniha Margrit Kennedyové.

## Peníze jako veřejná služba
U neúročných peněz jde o to, podporovat jejich rychlý oběh a skutečné používání k tvorbě hodnot. Neodměňuje se schraňování a spoření peněz, naopak každý měsíc, pokud peníze nezmění vlastníka, musí jejich majitel zaplatit určitý poplatek – např. 1 % hodnoty "bankovky", ročně to může dělat až 12 %. V porovnání s tradičními penězi taková měna obíhá mnohonásobně rychleji. Více případová studie obce Woergl v Rakousku (30. léta). Zde se ukázalo, že jsou občané motivováni dokonce k tomu, aby daně platili s předstihem – a vyhnuli se tak zmíněnému poplatku.

## Audiovizuální dokumenty
- Komplementární měna v Rakousku ve 30. letech dle návrhu Sylvio Gesella, 4.5 minutový dokument o praktickém a úspěšném uplatnění doplňkové měny v době hospodářské krize